# Herbert James Draper

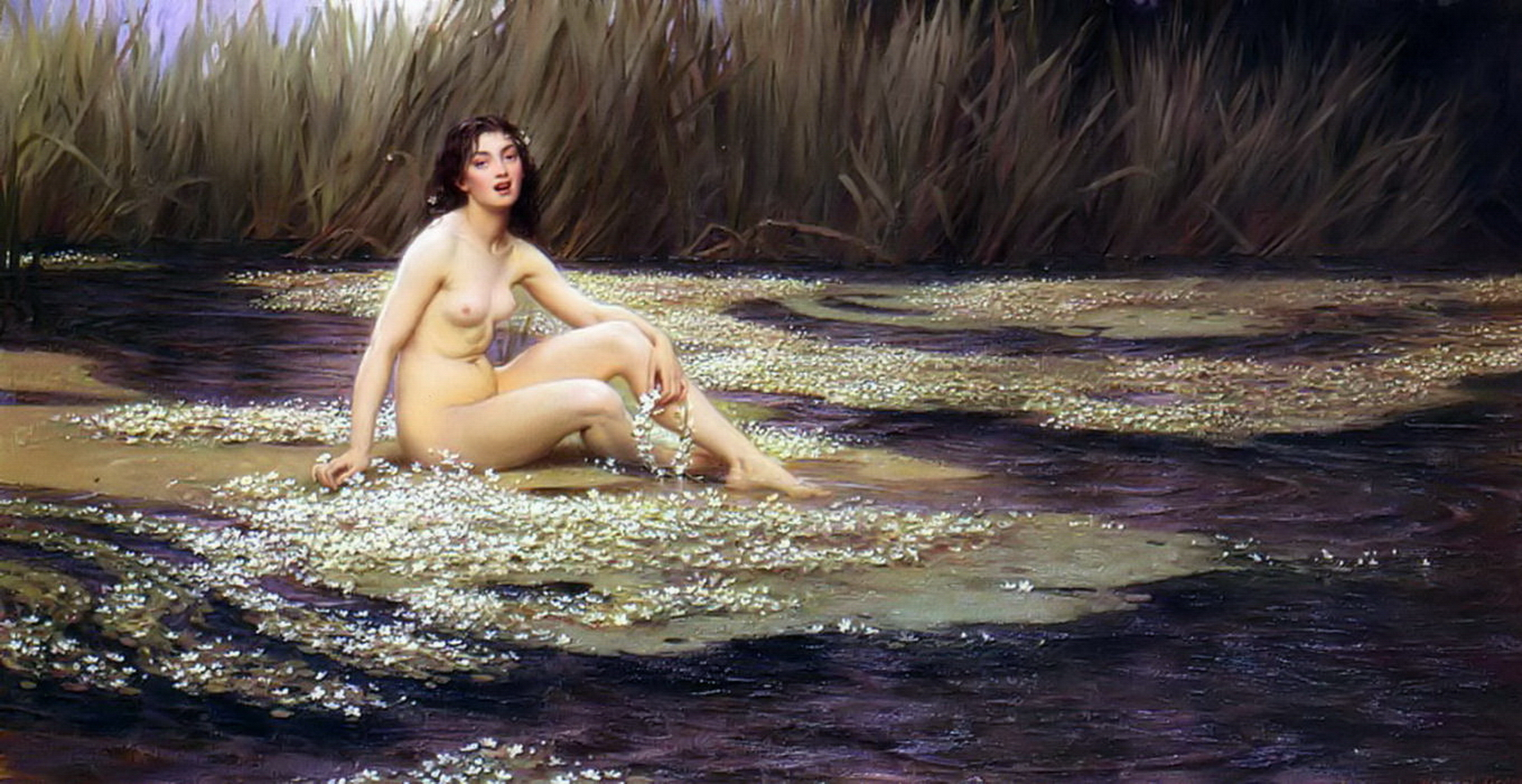
La nimfa d'aigua.

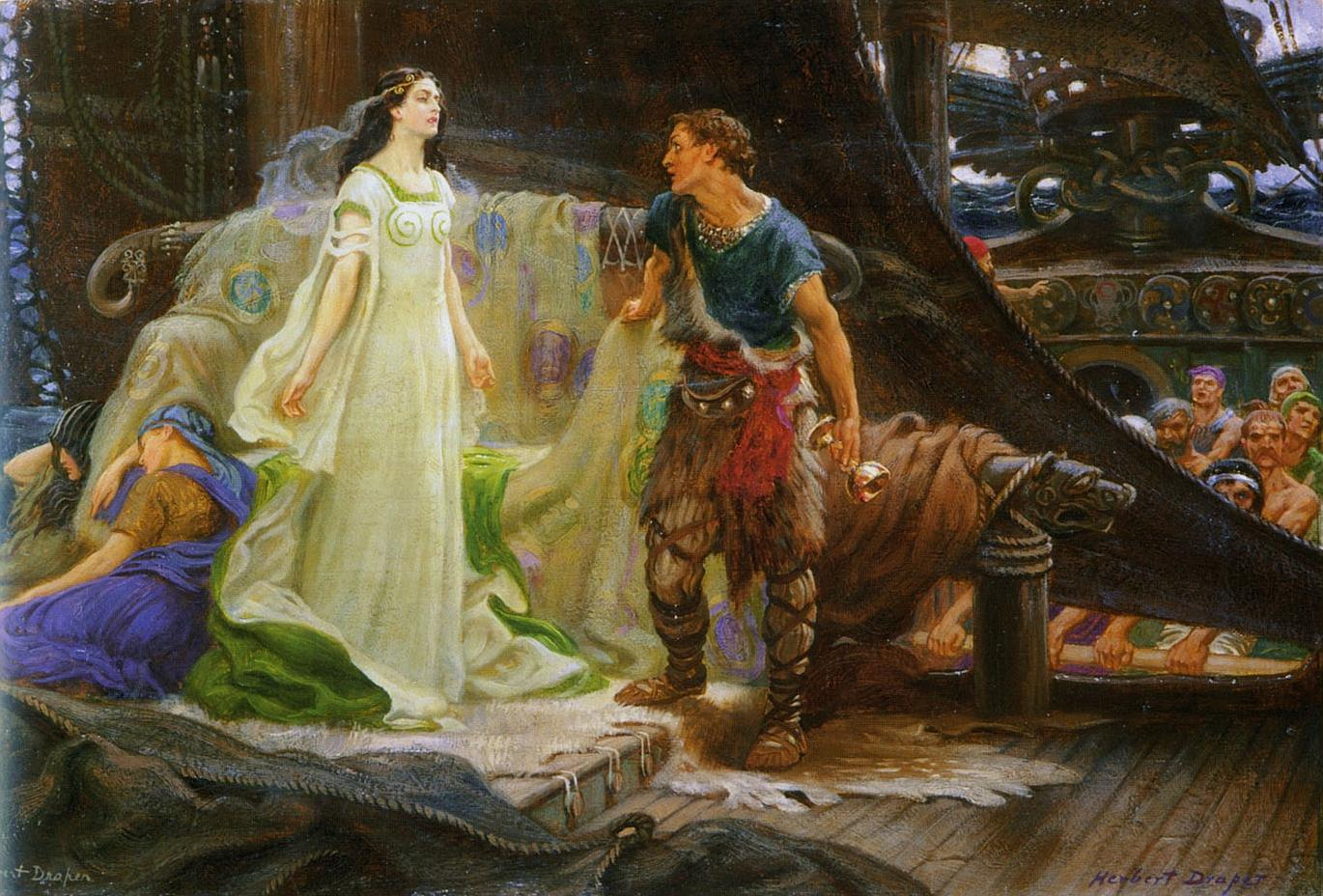
Tristany i Isolda.

Herbert James Draper (Londres, 1863 – Londres, 22 de setembre de 1920) fou un pintor anglès de l'era victoriana.
Draper estudià art a la Reial Acadèmia de Londres on va aconseguir un premi important el 1887 que li valgué una pensió per emprendre diversos viatges educatius a Roma i a París entre 1888 i 1892. El 1890 fins i tot treballà d'il·lustrador. En la seva estada a París treballà en l'Académie Julian, viatjant després per Itàlia. El 1891 es va casar amb Ida Williams, amb qui va tenir una filla. El 1894 va començar el seu període més productiu, principalment es va enfocar en temes mitològics de l'antiga Grècia, seguint l'estil de Frederic Leighton i de retrats. La seva obra El lament d'Ícar, de 1898, va guanyar la medalla d'or a l'Exposició Universal de París el 1900. Va morir d'arterioesclerosi a l'edat de 56 anys, a la seva casa d'Abbey Road.
Els seus llenços principals són:
- Lamentació per la mort d'Icar (Galeria Nacional d'art britànic, Londres);
- La Marea (Museu de Preston);
- El fill del mar (Manchester);
- L'abisme de les nàiades (Durham (Anglaterra));
- L'esperit de l'escuma (Museu d'Adelaida (Austràlia));
- Tristany i Isolda (Liverpool);
- Idil·li abisal (Museu de Pietermaritzburg, Sud-àfrica)
- El Velló d'Or (Bradford);
- Ulisses i les sirenes (Museu d'Hull);[2]
- L'illa de Calipso (Manchester Art Galery).